# 宇佐悠一郎
宇佐 悠一郎（うさ ゆういちろう、1979年 - ）は、千葉県出身の日本の女性漫画家。既婚。

## 経歴
- 「週刊少年ジャンプ」（集英社）主催の新人賞「第9回（2003年上期）ストーリーキングにて、『喇叭王国（トランペットキングダム）』（140P）でネーム部門準キングを受賞（池田悠一郎名義）。
- 「ジャンプスクエア」（集英社）2008年4月号より連載を開始した『放課後ウインド・オーケストラ』にて漫画家デビュー。

## 作品リスト
- 放課後ウインド・オーケストラ（ジャンプスクエア、全4巻）
- 瀬戸内少年野球団（原作：阿久悠、全1巻）